# (6417) Liberati
(6417) Liberati  es un asteroide perteneciente al cinturón de asteroides, descubierto el 4 de diciembre de 1993 por Antonio Vagnozzi desde el Observatorio Astronómico de Santa Lucia di Stroncone, en Italia.

## Designación y nombre
Designado inicialmente como 1993 XA. Fue llamado así en memoria de Libero Liberati (1926-1962), motociclista que ganó el Campeonato Absoluto de Italia en 1955 y 1956 con una Gilera de cuatro cilindros. En 1957 ganó el Campeonato del Mundo Absoluto y la prensa deportiva italiana le otorgó el premio al deportista del año.

## Características orbitales
(6417) Liberati orbita a una distancia media del Sol de 2,587 ua, pudiendo acercarse hasta 2,106 ua y alejarse hasta 3,068 ua. Tiene una excentricidad de 0,186 y una inclinación orbital de 3,945° grados. Emplea en completar una órbita alrededor del Sol 1519,92 días.
Pertenece a la familia de asteroides de (5) Astraea.

## Características físicas
Su magnitud absoluta es 14,16. 